# Los Ranchos, Chamula
Los Ranchos är en ort i Mexiko.   Den ligger i kommunen Chamula och delstaten Chiapas, i den sydöstra delen av landet, 700 km öster om huvudstaden Mexico City. Los Ranchos ligger 2 354 meter över havet och antalet invånare är 445.
Terrängen runt Los Ranchos är kuperad. Runt Los Ranchos är det tätbefolkat, med 550 invånare per kvadratkilometer. Närmaste större samhälle är San Cristóbal de las Casas, 12,7 km sydost om Los Ranchos. I omgivningarna runt Los Ranchos växer huvudsakligen savannskog.